# Heckfield
Heckfield é uma vila de Hampshire, Inglaterra. Está localizada entre Reading, Berkshire e Hook, Hampshire. Em Heckfield fica localizado o Highfield Park, local onde o primeiro ministro Neville Chamberlain morreu em 1940.